# Золотуха (Псковская область)
Золотуха — деревня в Логозовской волости Псковского района Псковской области России.

## География
Расположена в 11 км к западу от центра города Пскова и в 2 км к западу от Неёлово.

## Население
| 2001 | 2002 | 2010 | 2012 |
| ---- | ---- | ---- | ---- |
| 1    | ↗2   | ↗5   | ↘3   |

## История
До 2005 года входила в состав Тямшанской волости.